# 银叶桉
银叶桉（学名：Eucalyptus cinerea）为桃金娘科桉属下的一个种。